# Mallobaudes
Mallobaudes byl franský válečník a král (rex Francorum) ve 4. století. Působil jako vojevůdce v západořímské armádě s titulem comes domesticorum. Není však jisté, zda jméno označuje jednu osobu nebo dvě různé osoby.
Mallobaudes v roce 354 vedl výslech caesara Constantia Galluse, který byl obviněn ze spiknutí. Jako tribunus armaturarum římské armády v Galii byl Mallobaudes od roku 354 důležitým spojencem Claudia Silvana, který se v roce 355 prohlásil za císaře. Když byl Silvanus po 28 dnech sesazen, Mallobaudes ho obhajoval, přesto si dokázal udržet svou mocenskou pozici. 
Totožnost tohoto krále s Mallobaudem, kterého Gratianus jmenoval comes domesticorum, velitelem jedné z císařských gardových jednotek, je sporná a vzhledem k časovému zpoždění spíše nepravděpodobná.
V roce 378 se Mallobaudes stal v Galii zástupcem velitele armády. I to však mohl být další důstojník stejného jména. V bitvě u Argentovarie velmi statečně velel vojskům a donutil krále Alamanů Priaria vrátit se zpět za Rýn. Mallobaudes se snad brzy poté vrátil ke svému kmeni, který pravděpodobně sídlil na středním Rýně, kde byl dosazen za krále. V roce 380 zabil krále alamanských Bukinobantů Makriana, který byl podle historika Ammiana Marcellina loajálním římským spojencem (foederatem) a možná s vírou v podporu Římanů napadl franské území. Mallobaudes se možná od Římanů odvrátil, ale stejně dobře to mohl být střet mezi dvěma barbarskými knížaty.